# Khoảng cách số nguyên tố

Phân phối tần suất khoảng cách số nguyên tố cho các số nguyên tố lên tới 1.6 tỷ. Các cực đại đều là bội của 6.

Khoảng cách số nguyên tố là khoảng cách giữa hai số nguyên tố liên tiếp. Khoảng cách thứ n, ký hiệu bởi gn hay g(pn) là khoảng cách giữa số nguyên tố thứ (n + 1) và số nguyên tố thứ n, hay nói cách khác:
{\displaystyle g_{n}=p_{n+1}-p_{n}.\ }
Ta có g1 = 1, g2 = g3 = 2, và g4 = 4. Dãy (gn) của khoảng cách số nguyên tố hiện vẫn đang được nghiên cứu kỹ lưỡng, song nhiều bài toán và giả thuyết vẫn còn chưa được chứng minh.
Danh sách 60 khoảng cách số nguyên tố đầu tiên:
1, 2, 2, 4, 2, 4, 2, 4, 6, 2, 6, 4, 2, 4, 6, 6, 2, 6, 4, 2, 6, 4, 6, 8, 4, 2, 4, 2, 4, 14, 4, 6, 2, 10, 2, 6, 6, 4, 6, 6, 2, 10, 2, 4, 2, 12, 12, 4, 2, 4, 6, 2, 10, 6, 6, 6, 2, 6, 4, 2, ... (dãy số A001223 trong bảng OEIS).
Theo định nghĩa của gn, mọi số nguyên tố đều có thể viết thành
{\displaystyle p_{n+1}=2+\sum _{i=1}^{n}g_{i}.}

## Quan sát đầu tiên
Khoảng cách số nguyên tố nhỏ nhất và duy nhất là số lẻ là khoảng cách 1 giữa 2, số nguyên tố chẵn duy nhất, và 3, số nguyên tố lẻ đầu tiên. Mọi khoảng cách số nguyên tố khác đều là số chẵn. Chỉ có duy nhất một cặp hai khoảng cách số nguyên tố liên tục bằng 2: khoảng cách g2 và g3 giữa ba số nguyên tố 3, 5, và 7.
Vói bất kỳ số nguyên n, giá trị giai thừa n! là  tích của tất cả các số nguyên dương từ 1 tới n. Sau đó, xét dãy
{\displaystyle n!+2,n!+3,\ldots ,n!+n}
Dễ nhận thấy phần tử đầu tiên chia hết cho 2, phần tử thứ hai chia hết cho 3, và tiếp tục như vậy.  Do đó, đây là dãy n − 1 hợp số liên tiếp, và nó phải thuộc khoảng cách giữa hai số nguyên tố có độ dài ít nhất n.  Điều này có nghĩa khoảng cách số nguyên tố có thể lớn tùy ý,  hay nói dưới công thức: với bất kỳ số nguyên N, tồn tại số nguyên m sao cho gm ≥ N.
Tuy nhiên, khoảng cách số nguyên tố với độ dài n có thể xảy ra ở các số nhỏ hơn n!. Lấy ví dụ chẳng hạn, khoảng cách số nguyên tố đầu tiên có độ dài lớn hơn 14 nằm giữa 523 và 541, trong khi 15! là số cực kỳ lớn, 1307674368000.

## Các kết quả số học
Thường thì tỷ lệ của gn ∕ln(pn) được gọi là merit của khoảng cách gn . Tính đến  ngày 25 tháng 2 năm 2022, khoảng cách số nguyên tố lớn nhất với đuôi là số có thể nguyên tố có độ dài 6966714, bao gồm 208296 chữ số của số có thể nguyên tố và merit M = 14.5395, được phát hiện bởi Michiel Jansen dùng phần mềm sàng phát triển bởi J. K. Andersen.. Trong khi đó, khoảng cách số nguyên tố lớn nhất với đuôi là số nguyên tố đã được chứng minh có độ dài bằng 1113106 và merit = 25.90, với 18662 chữ số trong số nguyên tố, phát hiện bởi P. Cami, M. Jansen và J. K. Andersen.
Tính đến  tháng 12 năm 2017, giá trị merit lớn nhất và đầu tiên lớn hơn 40, phát hiện bởi mạng Gapcoin, là 41.93878373 với số nguyên tố 87 chữ số: 293703234068022590158723766104419463425709075574811762098588798217895728858676728143227. Khoảng cách số nguyên tố của số này với số nguyên tố ngay sau đó là 8350.
| Merit     | gn    | Số chữ số | pn                           | Năm  | Người phát hiện |
| --------- | ----- | --------- | ---------------------------- | ---- | --------------- |
| 41.938784 | 8350  | 87        | xem trên                     | 2017 | Gapcoin         |
| 39.620154 | 15900 | 175       | 3483347771 × 409#/30 − 7016  | 2017 | Dana Jacobsen   |
| 38.066960 | 18306 | 209       | 650094367 × 491#/2310 − 8936 | 2017 | Dana Jacobsen   |
| 38.047893 | 35308 | 404       | 100054841 × 953#/210 − 9670  | 2020 | Seth Troisi     |
| 37.824126 | 8382  | 97        | 512950801 × 229#/5610 − 4138 | 2018 | Dana Jacobsen   |

Tỷ lệ Cramér–Shanks–Granville được tính bằng tỷ lệ gn / (ln(pn))2. Nếu ta bỏ đi tỷ lệ cao thất thường của các số nguyên tố 2, 3, 7, thì giá trị lớn nhất tính theo tỷ lệ này là 0.9206386 cho số nguyên tố 1693182318746371. Các giá trị khác có thể được xem ở  A111943.
Ta gọi gn là khoảng cách tối đại, nếu gm < gn với mọi m < n.
Tính đến  tháng 8 năm 2018, khoảng cách tối đại lớn nhất được biết có độ dài 1550, và được tìm thấy bởi Bertil Nyman. Nó là khoảng cách tối đại thứ 80, xuất hiện ngay sau số nguyên tố 18361375334787046697. Các khoảng cách tối đại khác được ghi trong  A005250, còn các số nguyên tố tương ứng pn nằm trong  A002386, và các giá trị n nằm trong  A005669. Dãy các khoảng cách tối đại cho tới số nguyên tố thứ n được giả thuyết có khoảng {\displaystyle 2\ln n} phần tử (xem bảng dưới).
| #  | gn  | pn          | n          |
| -- | --- | ----------- | ---------- |
| 1  | 1   | 2           | 1          |
| 2  | 2   | 3           | 2          |
| 3  | 4   | 7           | 4          |
| 4  | 6   | 23          | 9          |
| 5  | 8   | 89          | 24         |
| 6  | 14  | 113         | 30         |
| 7  | 18  | 523         | 99         |
| 8  | 20  | 887         | 154        |
| 9  | 22  | 1,129       | 189        |
| 10 | 34  | 1,327       | 217        |
| 11 | 36  | 9,551       | 1,183      |
| 12 | 44  | 15,683      | 1,831      |
| 13 | 52  | 19,609      | 2,225      |
| 14 | 72  | 31,397      | 3,385      |
| 15 | 86  | 155,921     | 14,357     |
| 16 | 96  | 360,653     | 30,802     |
| 17 | 112 | 370,261     | 31,545     |
| 18 | 114 | 492,113     | 40,933     |
| 19 | 118 | 1,349,533   | 103,520    |
| 20 | 132 | 1,357,201   | 104,071    |
| 21 | 148 | 2,010,733   | 149,689    |
| 22 | 154 | 4,652,353   | 325,852    |
| 23 | 180 | 17,051,707  | 1,094,421  |
| 24 | 210 | 20,831,323  | 1,319,945  |
| 25 | 220 | 47,326,693  | 2,850,174  |
| 26 | 222 | 122,164,747 | 6,957,876  |
| 27 | 234 | 189,695,659 | 10,539,432 |

| #  | gn  | pn                | n              |
| -- | --- | ----------------- | -------------- |
| 28 | 248 | 191,912,783       | 10,655,462     |
| 29 | 250 | 387,096,133       | 20,684,332     |
| 30 | 282 | 436,273,009       | 23,163,298     |
| 31 | 288 | 1,294,268,491     | 64,955,634     |
| 32 | 292 | 1,453,168,141     | 72,507,380     |
| 33 | 320 | 2,300,942,549     | 112,228,683    |
| 34 | 336 | 3,842,610,773     | 182,837,804    |
| 35 | 354 | 4,302,407,359     | 203,615,628    |
| 36 | 382 | 10,726,904,659    | 486,570,087    |
| 37 | 384 | 20,678,048,297    | 910,774,004    |
| 38 | 394 | 22,367,084,959    | 981,765,347    |
| 39 | 456 | 25,056,082,087    | 1,094,330,259  |
| 40 | 464 | 42,652,618,343    | 1,820,471,368  |
| 41 | 468 | 127,976,334,671   | 5,217,031,687  |
| 42 | 474 | 182,226,896,239   | 7,322,882,472  |
| 43 | 486 | 241,160,624,143   | 9,583,057,667  |
| 44 | 490 | 297,501,075,799   | 11,723,859,927 |
| 45 | 500 | 303,371,455,241   | 11,945,986,786 |
| 46 | 514 | 304,599,508,537   | 11,992,433,550 |
| 47 | 516 | 416,608,695,821   | 16,202,238,656 |
| 48 | 532 | 461,690,510,011   | 17,883,926,781 |
| 49 | 534 | 614,487,453,523   | 23,541,455,083 |
| 50 | 540 | 738,832,927,927   | 28,106,444,830 |
| 51 | 582 | 1,346,294,310,749 | 50,070,452,577 |
| 52 | 588 | 1,408,695,493,609 | 52,302,956,123 |
| 53 | 602 | 1,968,188,556,461 | 72,178,455,400 |
| 54 | 652 | 2,614,941,710,599 | 94,906,079,600 |

| #  | gn    | pn                         | n                       |
| -- | ----- | -------------------------- | ----------------------- |
| 55 | 674   | 7,177,162,611,713          | 251,265,078,335         |
| 56 | 716   | 13,829,048,559,701         | 473,258,870,471         |
| 57 | 766   | 19,581,334,192,423         | 662,221,289,043         |
| 58 | 778   | 42,842,283,925,351         | 1,411,461,642,343       |
| 59 | 804   | 90,874,329,411,493         | 2,921,439,731,020       |
| 60 | 806   | 171,231,342,420,521        | 5,394,763,455,325       |
| 61 | 906   | 218,209,405,436,543        | 6,822,667,965,940       |
| 62 | 916   | 1,189,459,969,825,483      | 35,315,870,460,455      |
| 63 | 924   | 1,686,994,940,955,803      | 49,573,167,413,483      |
| 64 | 1,132 | 1,693,182,318,746,371      | 49,749,629,143,526      |
| 65 | 1,184 | 43,841,547,845,541,059     | 1,175,661,926,421,598   |
| 66 | 1,198 | 55,350,776,431,903,243     | 1,475,067,052,906,945   |
| 67 | 1,220 | 80,873,624,627,234,849     | 2,133,658,100,875,638   |
| 68 | 1,224 | 203,986,478,517,455,989    | 5,253,374,014,230,870   |
| 69 | 1,248 | 218,034,721,194,214,273    | 5,605,544,222,945,291   |
| 70 | 1,272 | 305,405,826,521,087,869    | 7,784,313,111,002,702   |
| 71 | 1,328 | 352,521,223,451,364,323    | 8,952,449,214,971,382   |
| 72 | 1,356 | 401,429,925,999,153,707    | 10,160,960,128,667,332  |
| 73 | 1,370 | 418,032,645,936,712,127    | 10,570,355,884,548,334  |
| 74 | 1,442 | 804,212,830,686,677,669    | 20,004,097,201,301,079  |
| 75 | 1,476 | 1,425,172,824,437,699,411  | 34,952,141,021,660,495  |
| 76 | 1,488 | 5,733,241,593,241,196,731  | 135,962,332,505,694,894 |
| 77 | 1,510 | 6,787,988,999,657,777,797  | 160,332,893,561,542,066 |
| 78 | 1,526 | 15,570,628,755,536,096,243 | 360,701,908,268,316,580 |
| 79 | 1,530 | 17,678,654,157,568,189,057 | 408,333,670,434,942,092 |
| 80 | 1,550 | 18,361,375,334,787,046,697 | 423,731,791,997,205,041 |
|    |       |                            |                         |

## Các kết quả khác

### Cận trên
Theo định đề Bertrand được chứng minh vào năm 1852, luôn có số nguyên tố nằm giữa k và 2k, tức là pn +1 < 2pn, đồng thời nghĩa là gn < pn .
Định lý số nguyên tố được chứng minh trong 1896, phát biểu rằng độ dài trung bình của khoảng cách giữa số nguyên tố p và số nguyên tố tiếp theo sẽ tiến dần theo tiệm cận tới ln(p) (lôgarit tự nhiên của số p) cho số nguyên tố p đủ lớn. Độ dài thực tế của khoảng cách có thể lớn hơn hoặc nhỏ hơn giá trị này. Song, ta vẫn có thể suy ra từ định lý số nguyên tố cận trên của độ dài khoảng cách số nguyên tố.
Cho mọi {\displaystyle \epsilon >0}, tồn tại số tự nhiên {\displaystyle N} sao cho với mọi {\displaystyle n>N}
{\displaystyle g_{n}<p_{n}\epsilon }.
Ta có thể suy ra khoảng cách số nguyên tố sẽ nhỏ dần đi tuỳ ý tương xứng với các số nguyên tố: tức là thương
{\displaystyle \lim _{n\to \infty }{\frac {g_{n}}{p_{n}}}=0.}
Hoheisel (1930) là người đầu tiên tìm ra rằng tồn tại hằng số θ < 1 sao cho
{\displaystyle \pi (x+x^{\theta })-\pi (x)\sim {\frac {x^{\theta }}{\log(x)}}{\text{ khi }}x\to \infty ,}
do đó chứng minh được rằng
{\displaystyle g_{n}<p_{n}^{\theta },\,}
cho n đủ lớn.
Hoheisel thu về được kết quả khả thi 32999/33000 cho θ. Sau được cải tiến thành 249/250 bởi Heilbronn, và thành θ = 3/4 + ε, cho bất kỳ ε > 0, bởi Chudakov.
Một cải tiến lớn được đưa bởi Ingham,, người chứng minh rằng cho một số hằng số dương c,
Nếu {\displaystyle \zeta (1/2+it)=O(t^{c})} thì {\displaystyle \pi (x+x^{\theta })-\pi (x)\sim {\frac {x^{\theta }}{\log(x)}}} cho bất kỳ {\displaystyle \theta >(1+4c)/(2+4c).}
Ở đây, O là ký hiệu O lớn,  ζ ký hiệu hàm zeta Riemann và π là hàm đếm số nguyên tố. Bởi vì có thể chấp nhận bất kỳ c > 1/6, ta sẽ thu được θ là một số nào đó lớn hơn 5/8.
Một hệ quả trực tiếp từ kết quả của Ingham là sẽ luôn có số nguyên tố nằm giữa n3 và (n + 1)3, nếu n đủ lớn. Phỏng đoán Lindelöf sẽ suy ra công thức của Ingham thoả mãn với mọi c dương: song thế này chưa đủ để chứng minh luôn có số nguyên tố nằm giữa n2 và (n + 1)2 cho n đủ lớn (xem giả thuyết Legendre). Để kiểm chứng điều này, ta cần một kết quả mạnh hơn như giả thuyết Cramér chẳng hạn.
Huxley trong 1972 đã chứng minh ta có thể chọn θ = 7/12 = 0.58(3).
Một kết quả khác từ Baker, Harman và Pintz trong 2001, đã chứng minh θ có thể là 0.525.
Trong 2005, Daniel Goldston, János Pintz và Cem Yıldırım đã chứng minh rằng
{\displaystyle \liminf _{n\to \infty }{\frac {g_{n}}{\log p_{n}}}=0}
và sau 2 năm cải thiện nó thành to
{\displaystyle \liminf _{n\to \infty }{\frac {g_{n}}{{\sqrt {\log p_{n}}}(\log \log p_{n})^{2}}}<\infty .}
Trong 2013, Yitang Zhang đã chứng minh rằng
{\displaystyle \liminf _{n\to \infty }g_{n}<7\cdot 10^{7},}
nghĩa là có vô số khoảng cách có độ dài không quá 70 triệu. Đến ngày 20 tháng 7 năm 2013, dự án Polymath đã nỗ lực hợp tác và tối ưu hoá rút cận trên của Zhang về 4680. Trong tháng 11 năm 2013, James Maynard giới thiệu phương pháp mịn hoá mới cho sàng GPY, cho phép ông rút gọn cận trên về 600 và chứng minh rằng cho bất kỳ m, tồn tại khoảng bị chặn có vô hạn số tịnh tiến mà mỗi cái trong đó có m số nguyên tố. Sử dụng các ý tưởng của Maynard, dự án Polymath đã cải tiến cận trên về 246; và nếu giả định giả thuyết Elliott–Halberstam hoặc dạng tổng quát của nó đúng, thì cận trên sẽ rút gọn về 12 hoặc 6, tương ứng.